# Victor Cosson
Victor Cosson   (Lorges, 11 d'octubre de 1915 - Boulogne-Billancourt, 18 de juny de 2009) fou un ciclista francès, professional entre 1937 i 1949. En el seu palmarès destaca el Gran Premi Wolber de 1939 i una tercera posició al Tour de França de 1938.

## Palmarès
- 1938
  - Vencedor d'una etapa de la Volta dels Mosqueters
- 1939
  - 1r del Gran Premi Wolber
- 1941
  - 1r d'una cursa americana de 60 km a Lió, amb Victor Pernac
- 1942
  - 1r dels 4 dies de la ruta a Bourg-en-Bresse
  - 1r d'una cursa americana a Toulon
- 1943
  - 1r del Gran Premi Camembert a Vimoutiers
  - 1r de la Challenge nacional Interclubs de ciclocross a Suresnes
  - 1r de la Challenge nacional Interclubs de ciclocross a Saint-Cloud
- 1945
  - 1r d'una cursa americana a Dijon

### Resultats al Tour de França
- 1937. 17è de la classificació general
- 1938. 3r de la classificació general
- 1939. 25è de la classificació general
- 1947. Abandona (10a etapa)

### Resultats a la Volta a Espanya
- 1942. Abandona